# 중앙크로아티아

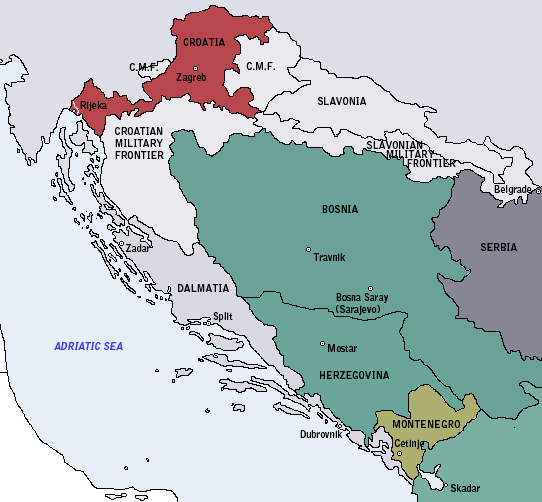
1868년 크로아티아 왕국의 위치

중앙크로아티아(크로아티아어: Središnja Hrvatska) 또는 크로아티아 본토는 현재의 크로아티아 영토에 있는 지역을 가리키는 용어로 합스부르크 군주국의 지배하에 있던 크로아티아 왕국의 지역 가운데 이스트리아, 슬라보니아, 달마티아를 제외한 지역을 가리키며 크로아티아의 연안 지역과 디나르알프스산맥(코르둔(Kordun), 리카(Lika), 고르스키코타르(Gorski kotar)), 메지무레주를 포함한다.
오늘날에는 크로아티아의 수도인 자그레브 주변과 바라주딘 북부, 카를로바츠, 시사크 남부 지역을 가리키는 용어로 사용된다. 크로아티아 전체 면적의 30%를 차지하며 크로아티아 전체 인구의 절반 수준인 216만명이 거주한다.

## 인구
| 연도                                              | 인구      | ±%     |
| ------------------------------------------------- | --------- | ------ |
| 1857                                              | 1,273,611 | —      |
| 1869                                              | 1,388,343 | +9.0%  |
| 1880                                              | 1,439,400 | +3.7%  |
| 1890                                              | 1,643,880 | +14.2% |
| 1900                                              | 1,812,257 | +10.2% |
| 1910                                              | 1,955,937 | +7.9%  |
| 1921                                              | 1,945,200 | −0.5%  |
| 1931                                              | 2,150,941 | +10.6% |
| 1948                                              | 2,144,103 | −0.3%  |
| 1953                                              | 2,218,578 | +3.5%  |
| 1961                                              | 2,318,101 | +4.5%  |
| 1971                                              | 2,466,475 | +6.4%  |
| 1981                                              | 2,571,920 | +4.3%  |
| 1991                                              | 2,645,360 | +2.9%  |
| 2001                                              | 2,482,298 | −6.2%  |
| 2011                                              | 2,418,768 | −2.6%  |
| 2021                                              | 2,224,623 | −8.0%  |
| 출처: Croatian Bureau of Statistics publications2 |           |        |

## 중앙크로아티아에 속하는 주
- 메지무레주
- 바라주딘주
- 크라피나자고레주
- 코프리브니차크리제브치주
- 벨로바르빌로고라주
- 자그레브주와 자그레브시
- 카를로바츠주
- 시사크모슬라비나주